# 3812 Lidaksum
A 3812 Lidaksum (ideiglenes jelöléssel 1965 AK1) a Naprendszer kisbolygóövében található aszteroida. A Bíbor-hegyi Obszervatórium fedezte fel 1965. január 11-én.